# Volta de Ciclismo Internacional do Estado de São Paulo 2010
A Volta Ciclística Internacional do Estado de São Paulo 2010 (também chamado Tour do Brasil) foi a 7ª edição da competição ciclística profissional por etapas realizada no estado de São Paulo, disputada de 16 a 24 de Outubro de 2010. A competição teve 9 etapas, percorrendo uma distância total de 1464 kms, 420 dos quais foram neutralizados (portanto com 1044 kms de competição). A competição foi um evento 2.2 no circuito UCI America Tour.

## Classificação e Bonificações
A Classificação Geral Individual é a principal da competição. É atribuída calculando-se o tempo total gasto por cada corredor, isto é, adicionando-se os tempos de cada etapa. O corredor com o menor tempo é considerado o líder no momento, e, ao final do evento, é declarado o vencedor geral do Tour. Durante a corrida, o líder da classificação geral usa uma camisa amarela. Nesta edição da competição, bônus de 10, 6 e 4 segundos são dados aos 3 primeiros colocados de cada etapa. Bônus de 3, 2 e 1 segundos são dados aos 3 primeiros ciclistas em cada meta volante.
 A camisa branca com bolinhas azuis é atribuída ao líder da Classificação por Pontos, ou metas, que podem ser conquistados no fim das etapas ou durante estas através das metas volantes. Os 5 primeiros colocados em cada etapa recebem 10, 7, 5, 3 e 2 pontos, respectivamente. Os 3 primeiros ciclistas em cada meta volante recebem 5, 3 e 2 pontos.
 Ao líder da Classificação de Montanha, é atribuída a camiseta verde com bolas brancas. No topo das subidas categorizadas da Volta, atribuem-se pontos aos primeiros a chegar no topo; quem tiver mais pontos é o líder de montanha. Na Volta de São Paulo 2010, as subidas são classificadas em 3 categorias. Os primeiros 3 ciclistas a atingir o ápice de cada subida recebem pontos para a classificação de montanha de acordo com a categoria:
- Categoria 1: 9, 7, 6 pts
- Categoria 2: 7, 5, 4 pts
- Categoria 3: 5, 3, 2 pts

Por fim, a Classificação de Equipes soma os tempos dos 3 primeiros ciclistas de cada equipe em cada etapa.

## Etapas
| Etapa | Trajeto                            | Distância | Data       | Vencedor            |
| ----- | ---------------------------------- | --------- | ---------- | ------------------- |
| 1     | Presidente Prudente - Assis        | 129 km    | 16 Outubro | Edgardo Simon       |
| 2     | Marília - Bauru                    | 114 km    | 17 Outubro | Héctor Figueras     |
| 3     | Bauru - São Carlos                 | 173 km    | 18 Outubro | Flávio Cardoso      |
| 4a    | São Carlos (CRI)                   | 14 km     | 19 Outubro | Magno Prado Nazaret |
| 4b    | Rio Claro - Indaiatuba             | 124 km    | 19 Outubro | Alejandro Borrajo   |
| 5     | Indaiatuba - Sorocaba              | 59 km     | 20 Outubro | Francisco Chamorro  |
| 6     | Sorocaba - Atibaia                 | 139 km    | 21 Outubro | Jeremy Yates        |
| 7     | Atibaia - Pindamonhangaba          | 180 km    | 22 Outubro | Edgardo Simon       |
| 8     | Pindamonhangaba - Campos do Jordão | 62 km     | 23 Outubro | Gregory Panizo      |
| 9     | Jundiaí - São Paulo                | 50 km     | 24 Outubro | Antônio Nascimento  |

- No dia 19 de Outubro, o Contra-Relógio Individual de São Carlos foi realizado no período da manhã, e a etapa de Rio Claro a Indaituba, à tarde.

## Resultados

### Etapa 1:Presidente Prudente-Assis
Realizada sábado, 16 de Outubro de 2010. A etapa percorreu 129 kms. Edgardo Simon venceu a etapa no sprint final, com um tempo de 3h 13' 33" (média horária de 39.9 km/h), tornando-se o primeiro líder da prova em 2010.
|   | País      | Ciclista           | Equipe                   | Tempo      |
| - | --------- | ------------------ | ------------------------ | ---------- |
| 1 | Argentina | Edgardo Simon      | Funvic - Pindamonhangaba | 3h 13' 33" |
| 2 | Chile     | Gonzalo Miranda    | OGM - Chile              | m.t.       |
| 3 | Brasil    | Glauber Nascimento | Suzano - Ecus            | m.t.       |

|   | País      | Ciclista           | Equipe                   | Tempo      |
| - | --------- | ------------------ | ------------------------ | ---------- |
| 1 | Argentina | Edgardo Simon      | Funvic - Pindamonhangaba | 3h 13' 23" |
| 2 | Chile     | Gonzalo Miranda    | OGM - Chile              | + 0' 04"   |
| 3 | Brasil    | Glauber Nascimento | Suzano - Ecus            | + 0' 06"   |

### Etapa 2:Marília-Bauru
Realizada domingo, 17 de Outubro de 2010. A etapa percorreu 114 kms.
|   | País      | Ciclista         | Equipe                   | Tempo      |
| - | --------- | ---------------- | ------------------------ | ---------- |
| 1 | Argentina | Héctor Figueras  | Funvic - Pindamonhangaba | 2h 23' 59" |
| 2 | Brasil    | Roberto Pinheiro | Funvic - Pindamonhangaba | m.t.       |
| 3 | Chile     | Gonzalo Miranda  | OGM - Chile              | m.t.       |

|   | País      | Ciclista         | Equipe                   | Tempo      |
| - | --------- | ---------------- | ------------------------ | ---------- |
| 1 | Argentina | Edgardo Simon    | Funvic - Pindamonhangaba | 5h 37' 19" |
| 2 | Chile     | Gonzalo Miranda  | OGM - Chile              | + 0' 03"   |
| 3 | Brasil    | Roberto Pinheiro | Funvic - Pindamonhangaba | + 0' 07"   |

### Etapa 3:Bauru-São Carlos
Realizada segunda-feira, 18 de Outubro de 2010. Esta etapa percorreu 173 km.
|   | País      | Ciclista       | Equipe                   | Tempo      |
| - | --------- | -------------- | ------------------------ | ---------- |
| 1 | Brasil    | Flávio Cardoso | Funvic - Pindamonhangaba | 4h 23' 00" |
| 2 | Brasil    | Fabio Ribeiro  | Suzano - Ecus            | + 0' 08"   |
| 3 | Argentina | Edgardo Simon  | Funvic - Pindamonhangaba | + 0' 59"   |

|   | País      | Ciclista       | Equipe                   | Tempo       |
| - | --------- | -------------- | ------------------------ | ----------- |
| 1 | Brasil    | Flávio Cardoso | Funvic - Pindamonhangaba | 10h 00' 16" |
| 2 | Brasil    | Fabio Ribeiro  | Suzano - Ecus            | + 0' 16"    |
| 3 | Argentina | Edgardo Simon  | Funvic - Pindamonhangaba | + 0' 58"    |

### Etapa 4a:São Carlos:Contra-RelógioIndividual
Realizada pela manhã de terça-feira, 19 de Outubro de 2010. Esta etapa foi um contra-relógio individual de 14 km.
|   | País      | Ciclista            | Equipe                       | Tempo    |
| - | --------- | ------------------- | ---------------------------- | -------- |
| 1 | Brasil    | Magno Prado Nazaret | Funvic - Pindamonhangaba     | 18' 53"  |
| 2 | Brasil    | Luiz Carlos Tavares | Cesc São Caetano - PZ Racing | + 0' 34" |
| 3 | Argentina | Edgardo Simon       | Funvic - Pindamonhangaba     | + 0' 36" |

|   | País      | Ciclista            | Equipe                   | Tempo       |
| - | --------- | ------------------- | ------------------------ | ----------- |
| 1 | Brasil    | Flávio Cardoso      | Funvic - Pindamonhangaba | 10h 19' 55" |
| 2 | Brasil    | Magno Prado Nazaret | Funvic - Pindamonhangaba | + 0' 29"    |
| 3 | Argentina | Edgardo Simon       | Funvic - Pindamonhangaba | + 0' 48"    |

### Etapa 4b:Rio Claro-Indaiatuba
Realizada durante a tarde de terça-feira, 19 de Outubro de 2010. Esta etapa percorreu 124 km.
|   | País           | Ciclista          | Equipe                 | Tempo      |
| - | -------------- | ----------------- | ---------------------- | ---------- |
| 1 | Estados Unidos | Alejandro Borrajo | Jamis Sutter Home      | 2h 50' 19" |
| 2 | Brasil         | Daniel Rogelin    | São José dos Campos    | m.t.       |
| 3 | Brasil         | Fabiano Mota      | GRCE Memorial - Santos | m.t.       |

|   | País      | Ciclista            | Equipe                   | Tempo       |
| - | --------- | ------------------- | ------------------------ | ----------- |
| 1 | Brasil    | Flávio Cardoso      | Funvic - Pindamonhangaba | 13h 10' 44" |
| 2 | Brasil    | Magno Prado Nazaret | Funvic - Pindamonhangaba | + 0' 29"    |
| 3 | Argentina | Edgardo Simon       | Funvic - Pindamonhangaba | + 0' 48"    |

### Etapa 5:Indaiatuba-Sorocaba
Realizada quarta-feira, 20 de Outubro de 2010. Esta etapa percorreu 59 km.
|   | País           | Ciclista           | Equipe                   | Tempo      |
| - | -------------- | ------------------ | ------------------------ | ---------- |
| 1 | Argentina      | Francisco Chamorro | São José dos Campos      | 1h 19' 47" |
| 2 | Estados Unidos | Anibal Borrajo     | Jamis Sutter Home        | m.t.       |
| 3 | Uruguai        | Héctor Figueras    | Funvic - Pindamonhangaba | m.t.       |

|   | País      | Ciclista            | Equipe                   | Tempo       |
| - | --------- | ------------------- | ------------------------ | ----------- |
| 1 | Brasil    | Flávio Cardoso      | Funvic - Pindamonhangaba | 14h 30' 01" |
| 2 | Brasil    | Magno Prado Nazaret | Funvic - Pindamonhangaba | + 0' 29"    |
| 3 | Argentina | Edgardo Simon       | Funvic - Pindamonhangaba | + 0' 48"    |

### Etapa 6:Sorocaba-Atibaia
Realizada quinta-feira, 21 de Outubro de 2010. Esta etapa percorreu 139 km.
|   | País          | Ciclista      | Equipe                  | Tempo      |
| - | ------------- | ------------- | ----------------------- | ---------- |
| 1 | Nova Zelândia | Jeremy Yates  | Blackpeloton - NZL      | 3h 18' 49" |
| 2 | Alemanha      | Bjorn Thurau  | RSC Komet Ludwigsburg   | + 0' 17"   |
| 3 | Brasil        | Flávio Reblin | Avaí FC - Florianópolis | + 0' 22"   |

|   | País      | Ciclista            | Equipe                   | Tempo       |
| - | --------- | ------------------- | ------------------------ | ----------- |
| 1 | Brasil    | Flávio Cardoso      | Funvic - Pindamonhangaba | 17h 49' 31" |
| 2 | Brasil    | Magno Prado Nazaret | Funvic - Pindamonhangaba | + 0' 14"    |
| 3 | Argentina | Edgardo Simon       | Funvic - Pindamonhangaba | + 0' 33"    |

### Etapa 7:Atibaia-Pindamonhangaba
Realizada sexta-feira, 22 de Outubro de 2010. Esta etapa percorreu 180 km.
|   | País           | Ciclista          | Equipe                   | Tempo      |
| - | -------------- | ----------------- | ------------------------ | ---------- |
| 1 | Argentina      | Edgardo Simon     | Funvic - Pindamonhangaba | 4h 14' 24" |
| 2 | Estados Unidos | Alejandro Borrajo | Jamis Sutter Home        | m.t.       |
| 3 | Uruguai        | Héctor Figueras   | Funvic - Pindamonhangaba | m.t.       |

|   | País      | Ciclista            | Equipe                   | Tempo       |
| - | --------- | ------------------- | ------------------------ | ----------- |
| 1 | Brasil    | Flávio Cardoso      | Funvic - Pindamonhangaba | 22h 03' 55" |
| 2 | Brasil    | Magno Prado Nazaret | Funvic - Pindamonhangaba | + 0' 14"    |
| 3 | Argentina | Edgardo Simon       | Funvic - Pindamonhangaba | + 0' 23"    |

### Etapa 8:Pindamonhangaba-Campos do Jordão
Etapa de montanha realizada sábado, 23 de Outubro de 2010. A etapa, que percorreu 62 km, foi a decisiva para a classificação geral da corrida. Continha duas metas de montanha: uma de categoria 2, no km 28, e a outra, a única montanha de categoria 1 da prova, uma subida de 21 km em média de 3,6% (ganho de altitude de 770 metros), terminando na chegada em Campos do Jordão. O primeiro prêmio de montanha foi ganho por Maurício Morandi, seguido por Gregory Panizo e Renato Seabra. Eles abriram uma vantagem ao pelotão, e continuaram a se distanciar. Antes do início da etapa, o melhor colocado na classificação geral dos três era Seabra, em 7º, a 1 minuto e 12 segundos de Flávio Cardoso. Morandi estava na 9ª colocação, 1' 27" atrás do líder da competição enquanto Panizo encontrava-se em 11º, 1 minuto e 32 segundos atrás de Cardoso.
Na principal subida do dia e da competição, Gregory Panizo forçou o ritmo e deixou os companheiros de fuga para trás. O ciclista da equipe de Foz do Iguaçu venceu a etapa com um tempo de 1h 45' 57" (média de 35.1 km/h), chegando 1 minuto e 15 segundos a frente do segundo colocado, seu companheiro de equipe Renato Seabra. Morandi fechou o pódio 2 segundos atrás de Seabra. O líder da classificação de montanha, Antônio Nascimento, chegou em 4º lugar, com uma desvantagem de 1' 53" para Panizo. E, em 5º, veio Magno Nazaret, vice-líder na classificação geral antes da etapa, 2 minutos e 2 segundos após o vencedor. Sua vantagem de 1' 06" para Panizo antes do começo da etapa não foi suficiente para impedir que o ciclista da DataRo tomasse a liderança na classificação geral, e o ciclista da equipe de Pindamonhangaba chorou após o fim da etapa. O líder da prova até então, Flávio Cardoso, foi o 20º na etapa, 4' 54" depois de Panizo, e caiu para a 7ª colocação com o resultado. A equipe de Pindamonhangaba também perdeu a liderança na classificação por equipes para a DataRo, que estava em 4º nesta classificação antes do início da etapa.
|   | País   | Ciclista         | Equipe                   | Tempo      |
| - | ------ | ---------------- | ------------------------ | ---------- |
| 1 | Brasil | Gregory Panizo   | Clube DataRo de Ciclismo | 1h 45' 57" |
| 2 | Brasil | Renato Seabra    | Clube DataRo de Ciclismo | + 1' 15"   |
| 3 | Brasil | Maurício Morandi | São José dos Campos      | + 1' 17"   |

|   | País   | Ciclista            | Equipe                   | Tempo       |
| - | ------ | ------------------- | ------------------------ | ----------- |
| 1 | Brasil | Gregory Panizo      | Clube DataRo de Ciclismo | 23h 51' 14" |
| 2 | Brasil | Magno Prado Nazaret | Funvic - Pindamonhangaba | + 0' 54"    |
| 3 | Brasil | Renato Seabra       | Clube DataRo de Ciclismo | + 0' 59"    |

### Etapa 9:Jundiaí-São Paulo
Realizada domingo, 24 de Outubro de 2010. Esta etapa percorreu 50 km.
| Resultado Etapa 9 \| \| País \| Ciclista \| Equipe \| Tempo \| \| - \| ---- \| ------------------ \| ---------------------- \| -------- \| \| 1 \| \| Antônio Nascimento \| GRCE Memorial - Santos \| 1h05'21" \| \| 2 \| \| Francisco Chamorro \| São José dos Campos \| + 0' 02" \| \| 3 \| \| Anibal Borrajo \| Jamis Sutter Home \| m.t. \| |                |                    |                        |          |
| | País           | Ciclista           | Equipe                 | Tempo    |
| 1 | Brasil         | Antônio Nascimento | GRCE Memorial - Santos | 1h05'21" |
| 2 | Argentina      | Francisco Chamorro | São José dos Campos    | + 0' 02" |
| 3 | Estados Unidos | Anibal Borrajo     | Jamis Sutter Home      | m.t.     |

## Resultados Finais
| Classificação Geral após Etapa 9 (Resultado final) \| \| País \| Ciclista \| Equipe \| Tempo \| \| -- \| ---- \| ------------------- \| ------------------------ \| ----------- \| \| 1 \| \| Gregory Panizo \| Clube DataRo de Ciclismo \| 24h 56' 37" \| \| 2 \| \| Magno Prado Nazaret \| Funvic - Pindamonhangaba \| + 0' 54" \| \| 3 \| \| Renato Seabra \| Clube DataRo de Ciclismo \| + 0' 59" \| \| 4 \| \| Maurício Morandi \| São José dos Campos \| + 1' 18" \| \| 5 \| \| Antônio Nascimento \| GRCE Memorial - Santos \| + 1' 43" \| \| 6 \| \| Fabio Ribeiro \| Suzano - Ecus - GKT \| + 3' 27" \| \| 7 \| \| Flávio Cardoso \| Funvic - Pindamonhangaba \| + 3' 32" \| \| 8 \| \| Edgardo Simon \| Funvic - Pindamonhangaba \| + 3' 55" \| \| 9 \| \| André Pulini \| GRCE Memorial - Santos \| + 4' 02" \| \| 10 \| \| Jeremy Yates \| Blackpeloton - NZL \| + 4' 14" \| |               |                     |                          |             |
| | País          | Ciclista            | Equipe                   | Tempo       |
| 1 | Brasil        | Gregory Panizo      | Clube DataRo de Ciclismo | 24h 56' 37" |
| 2 | Brasil        | Magno Prado Nazaret | Funvic - Pindamonhangaba | + 0' 54"    |
| 3 | Brasil        | Renato Seabra       | Clube DataRo de Ciclismo | + 0' 59"    |
| 4 | Brasil        | Maurício Morandi    | São José dos Campos      | + 1' 18"    |
| 5 | Brasil        | Antônio Nascimento  | GRCE Memorial - Santos   | + 1' 43"    |
| 6 | Brasil        | Fabio Ribeiro       | Suzano - Ecus - GKT      | + 3' 27"    |
| 7 | Brasil        | Flávio Cardoso      | Funvic - Pindamonhangaba | + 3' 32"    |
| 8 | Brasil        | Edgardo Simon       | Funvic - Pindamonhangaba | + 3' 55"    |
| 9 | Brasil        | André Pulini        | GRCE Memorial - Santos   | + 4' 02"    |
| 10 | Nova Zelândia | Jeremy Yates        | Blackpeloton - NZL       | + 4' 14"    |

|   | País      | Ciclista           | Equipe                   | Pontos |
| - | --------- | ------------------ | ------------------------ | ------ |
| 1 | Argentina | Edgardo Simon      | Funvic - Pindamonhangaba | 40 pts |
| 2 | Brasil    | Antônio Nascimento | GRCE Memorial - Santos   | 40 pts |
| 3 | Brasil    | Flávio Cardoso     | Funvic - Pindamonhangaba | 22 pts |

|   | País          | Ciclista           | Equipe                   | Pontos |
| - | ------------- | ------------------ | ------------------------ | ------ |
| 1 | Brasil        | Antônio Nascimento | GRCE Memorial - Santos   | 23 pts |
| 2 | Nova Zelândia | Jeremy Yates       | Blackpeloton - NZL       | 20 pts |
| 3 | Brasil        | Gregory Panizo     | Clube DataRo de Ciclismo | 14 pts |

| Classificação de Equipes após Etapa 9 (Resultado final) \| \| País \| Equipe \| Tempo \| \| - \| ---- \| ------------------------ \| ----------- \| \| 1 \| \| Clube DataRo de Ciclismo \| 74h 57' 01" \| \| 2 \| \| Funvic - Pindamonhangaba \| + 1' 54" \| \| 3 \| \| GRCE Memorial - Santos \| + 3' 20" \| |        |                          |             |
| | País   | Equipe                   | Tempo       |
| 1 | Brasil | Clube DataRo de Ciclismo | 74h 57' 01" |
| 2 | Brasil | Funvic - Pindamonhangaba | + 1' 54"    |
| 3 | Brasil | GRCE Memorial - Santos   | + 3' 20"    |

## Evolução dos Líderes
| Etapa | Vencedor            | Classificação Geral | Classificação de Pontos | Classificação de Montanha | Classificação por Equipes |
| ----- | ------------------- | ------------------- | ----------------------- | ------------------------- | ------------------------- |
| 1     | Edgardo Simon       | Edgardo Simon       | Edgardo Simon           | Peter Schmid              | Jamis Sutter Home         |
| 2     | Héctor Figueras     | Edgardo Simon       | Edgardo Simon           | Antônio Nascimento        | GRCE Memorial - Santos    |
| 3     | Flávio Cardoso      | Flávio Cardoso      | Edgardo Simon           | Flávio Cardoso            | Funvic - Pindamonhangaba  |
| 4a    | Magno Prado Nazaret | Flávio Cardoso      | Edgardo Simon           | Flávio Cardoso            | Funvic - Pindamonhangaba  |
| 4b    | Alejandro Borrajo   | Flávio Cardoso      | Edgardo Simon           | Antônio Nascimento        | Funvic - Pindamonhangaba  |
| 5     | Francisco Chamorro  | Flávio Cardoso      | Edgardo Simon           | Antônio Nascimento        | Funvic - Pindamonhangaba  |
| 6     | Jeremy Yates        | Flávio Cardoso      | Edgardo Simon           | Jeremy Yates              | Funvic - Pindamonhangaba  |
| 7     | Edgardo Simon       | Flávio Cardoso      | Edgardo Simon           | Antônio Nascimento        | Funvic - Pindamonhangaba  |
| 8     | Gregory Panizo      | Gregory Panizo      | Edgardo Simon           | Antônio Nascimento        | Clube DataRo de Ciclismo  |
| 9     | Antônio Nascimento  | Gregory Panizo      | Edgardo Simon           | Antônio Nascimento        | Clube DataRo de Ciclismo  |
| Final | Final               | Gregory Panizo      | Edgardo Simon           | Antônio Nascimento        | Clube DataRo de Ciclismo  |